# Église Saint-François-Xavier de Yamaguchi
 (août 2016).
L’église Saint-François-Xavier (Xavier Memorial Church) est un édifice religieux catholique sis à Yamaguchi, dans la préfecture de Yamaguchi au Japon. Une première église construite en 1952 à l'occasion du quatrième centenaire de la mort de saint François-Xavier est détruite par un incendie en 1991. Une nouvelle église est construite en 1998 ; elle est  de style résolument moderne. L’église est paroisse principale des catholiques de la ville.

## Histoire
Arrivé à Yamaguchi au début du mois de novembre 1550 l’infatigable François-Xavier y est bien reçu par les autorités et la population. Il y fait deux séjours, de novembre 1550 à janvier 1551 et de fin avril à septembre 1551. Reçu courtoisement par Ōuchi Yoshitaka, Xavier refuse tout cadeau, demandant seulement la permission de pouvoir prêcher l’Évangile. Outre la prédication il est souvent entraîné dans des débats religieux où sa compétence religieuse et sa connaissance des phénomènes naturels font merveille. Dans un premier temps l’atmosphère est généralement favorable et quelque 500 personnes, appartenant à la haute société – la cour du prince et des intellectuels - reçoivent le baptême. Une communauté chrétienne dynamique est fondée à Yamaguchi. Xavier la confie à un compagnon missionnaire lorsqu’il quitte la ville en septembre 1551, poursuivant sa route vers Funai (aujourd’hui Oita, dans le district de Bongo).
La ville de Yamaguchi reste attachée au nom de François-Xavier car de ses trois ans au Japon, c’est là qu’il reçut le meilleur accueil se concrétisant en une communauté chrétienne qui cependant, peu après son départ, devra faire face à une forte opposition et même à une persécution.

## Nouvelle église
En 1952, à l’occasion du 4e centenaire de la mort du saint apôtre (le 3 décembre 1552) il fut décidé de construire une ‘église-mémorial’ à Yamaguchi: la ‘Xavier Memorial church’.  Elle devient rapidement un centre d’intérêt touristique dans la ville et reçoit de nombreux visiteurs autant chrétiens que non-chrétiens. L’église est réduite en cendres par un violent incendie qui la détruit le 5 septembre 1991. 
Grâce au soutien et à la générosité des habitants de Yamaguchi et d’autres bienfaiteurs de par le monde, une toute nouvelle église est érigée et ouverte au culte le 29 avril 1998. De style résolument moderne elle continue à attirer visiteurs et touristes. L’église est paroissiale et lieu de culte de la communauté catholique de Yamaguchi.

## Description
L’édifice de conception triangulaire, comprend deux niveaux. Le niveau inférieur avec jardin à l’arrière, est un lieu de mémoire au souvenir de saint François-Xavier, des premières communautés chrétiennes (et martyrs) du Japon, avec un parcours d’introduction au christianisme.  L’intérieur de l’église est lumineux. Elle est voulue comme temple de lumière. Une grande série de vitraux multicolores y contribuent. 
Deux tours de plus de 50 mètres dominent l’édifice, l’une porte l’horloge et l’autre (le ‘clocher') les neuf cloches.

### Les neuf cloches
Les cloches ont chacune un message adressé à des groupes différents. Les messages sont directement tirés du Nouveau Testament :
- À tous les hommes et femmes du Japon : Que l’étoile du matin se lève dans votre cœur (2P 1:19)
- Aux citoyens de Yamaguchi : Je suis avec vous, pour toujours (Mt 28:20)
- Aux défunts :Je suis la Résurrection et la vie (Jn 11:25)
- Aux couples et aux familles : Suivez la voie de l’amour (Eph 5:2)
- Aux travailleurs : Travaillez pour la nourriture qui demeure en vie éternelle (Jn 6:27)
- Aux maladies et ceux qui souffrent : Venez à moi vous qui ployez sous le fardeau, et je vous soulagerai (Mt 11:28)
- Aux pèlerins et voyageurs : Si quelqu’un a soif qu’il vienne à moi, et qu’il boive (Jn 7:37)
- Aux jeunes : Recherchez la justice, la foi, la charité, la paix (2Tim. 2:22)
- À tous les enfants : Conduisez-vous en enfants de lumière (Eph. 5:8)